# صلیب سرخ سنگال
صلیب سرخ سنگال(به انگلیسی: Senegalese Red Cross Society) در سال ١٩٦٢ میلادی، تأسیس گردید.مرکز فرماندهی این سازمان در داکار واقع شده‌است.